# Oherův běžecký okruh
Oherův běžecký okruh se nachází poblíž Planetária Ostrava v lokalitě Nad Myslivnou (Porubský les) v Krásném Poli a Porubě (místní části statutarního města Ostrava) v Moravskoslezském kraji. Tento lesní okruh nepravidelného tvaru s délkou téměř 0,9 km je pojmenován po svérázném vysloužilém horníkovi a vášnivém běžci, kterým byl František Ohera. Oherův běžecký okruh je určen pro všechny běžecké nadšence a byl slavnostně otevřen krátkým závodem dne 17. října 2019. Okruh je citlivě a esteticky zasazen do Porubského lesa a jeho povrchovou vrstvu tvoří směs pilin a písku s odvodněním. Součástí okruhu je také převážně dřevěný mobiliář pro rozcvičení před během (např. ručkovadlo, hrazdy, fitnes lavice, překážky, lavičky, dráha se sloupky pro člunkový běh). Trasa i mobiliář jsou vysvětleny na informačních tabulích. Patníky označují délku uběhnuté vzdálenosti. Autorem návrhu a hlavním projektantem stavby je Ing. Magda Cigánková Fialová. Okruh je navržen tak, aby se s maximální ohleduplností vyhýbal vzrostlým dřevinám a byl vybudován ve spolupráci s Ostravskými městskými lesy v rámci spolupráce ostravských obvodů Poruba a Krásné Pole.

## Galerie

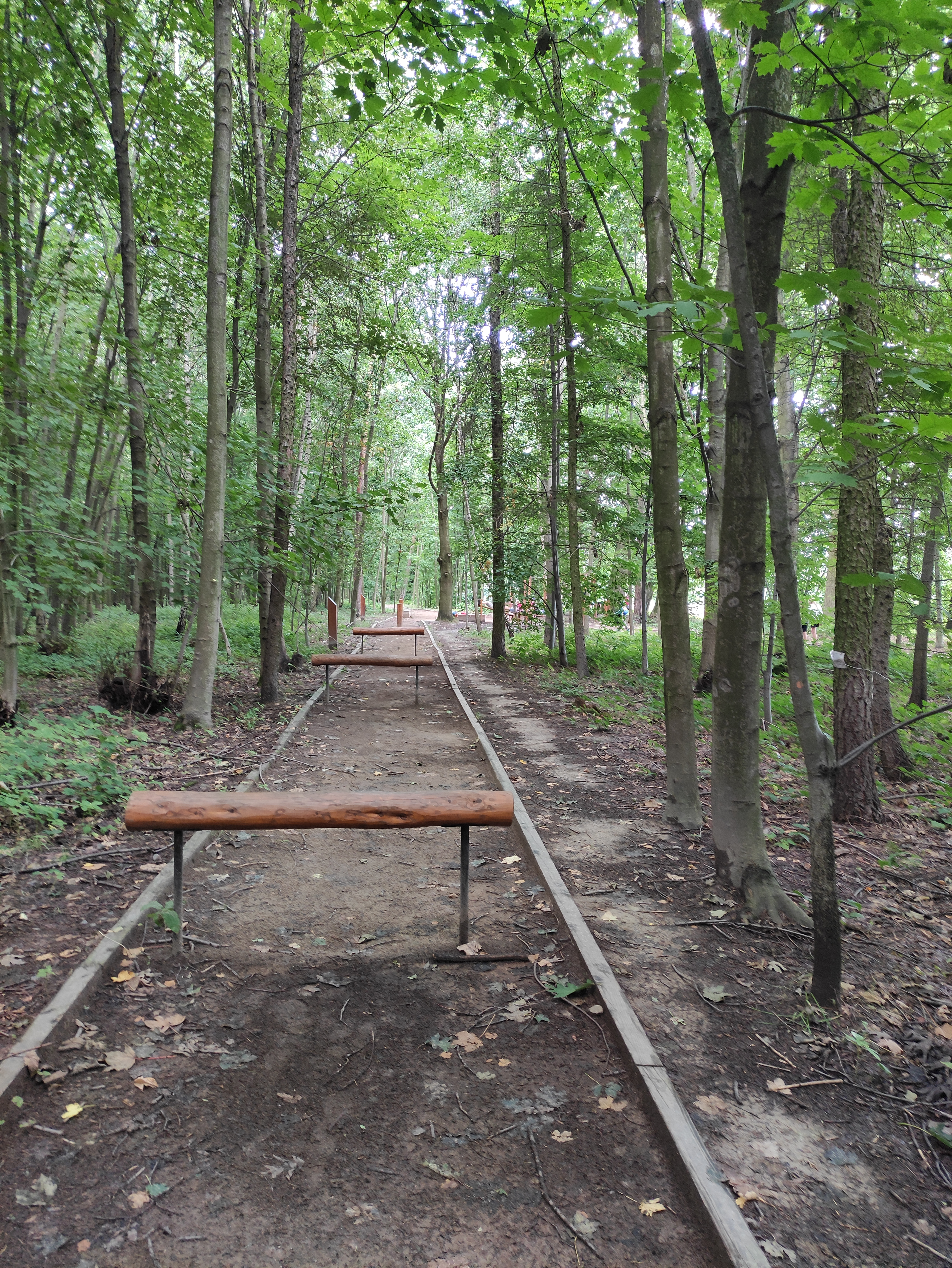
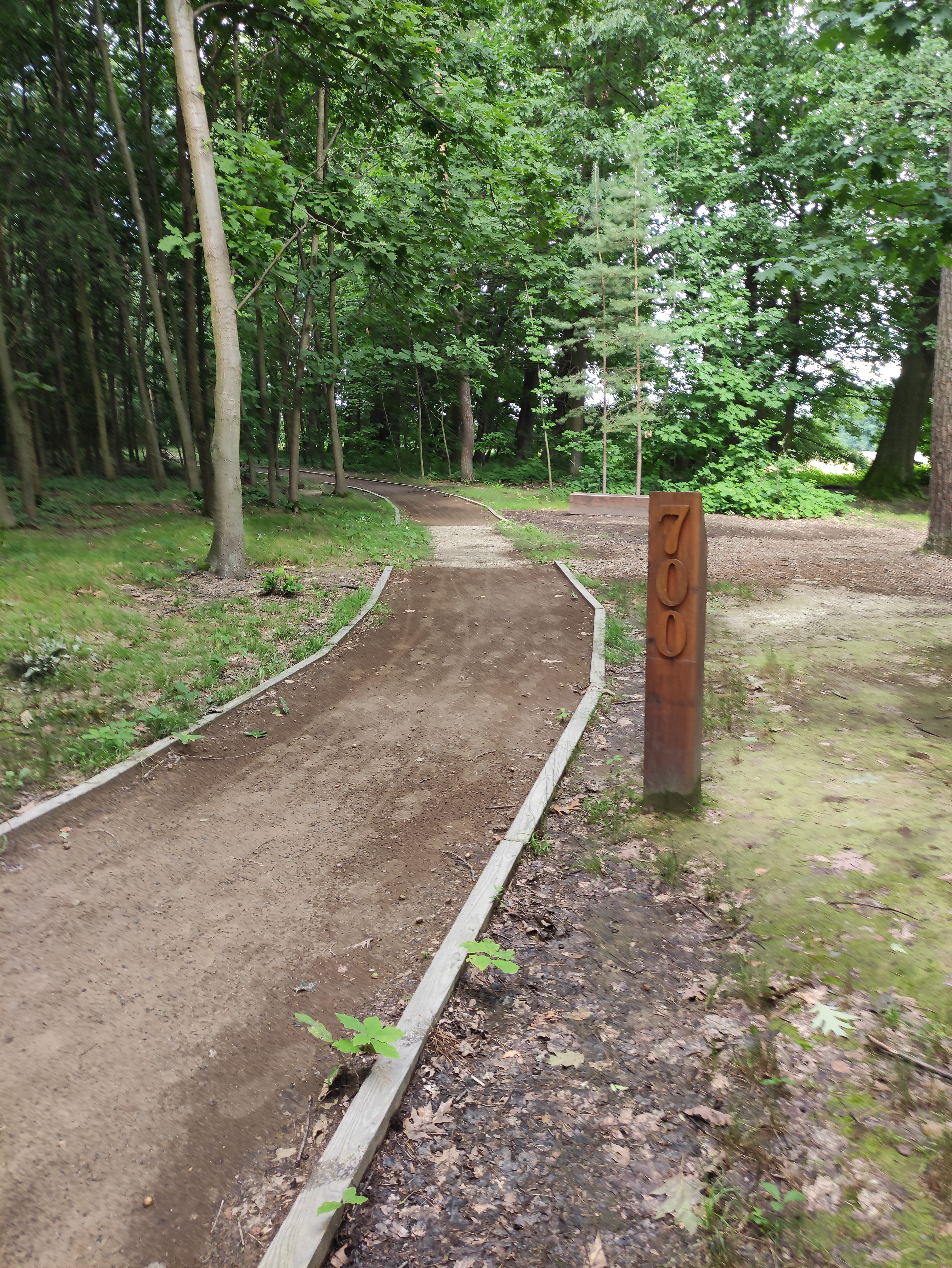
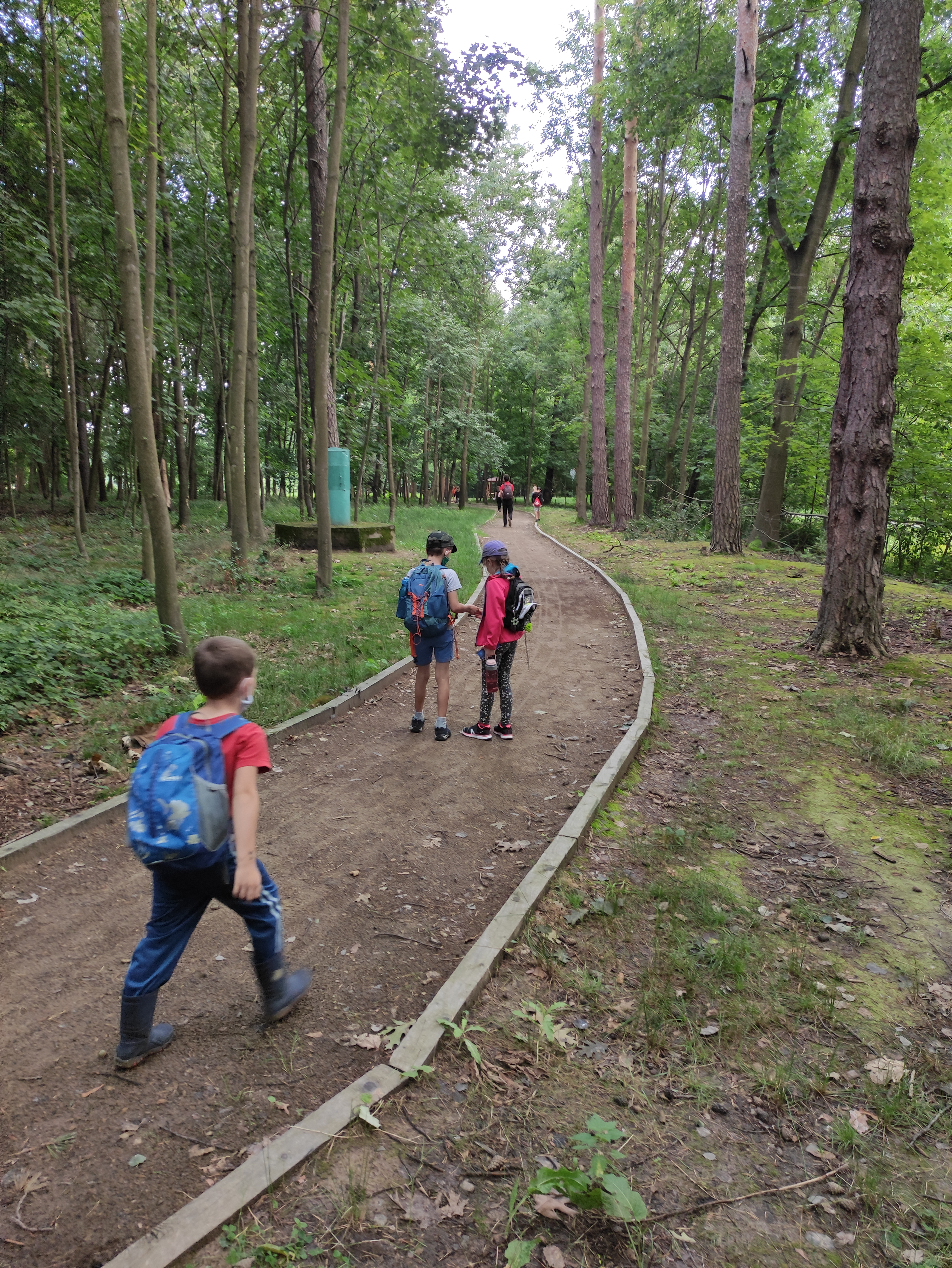